# Jiří Schelinger
Jiří Schelinger (ur. 6 marca 1951 w Bousovie, zm. 13 kwietnia 1981 w Bratysławie) – czeski muzyk rockowy, wokalista i kompozytor. Uchodzi za jedną z najwybitniejszych postaci czeskiej sceny rockowej.
Urodził się 6 marca 1951 r. w Bousovie koło Čáslava w rodzinie nauczyciela muzyki i kwiaciarki. Jako dziecko grał na pianinie, a później na gitarze. 
W 1973 roku wydał swój pierwszy przebój – utwór Holubí dům.

## Dyskografia
- Báječní muži (Supraphon 1975);
- Nemám hlas jako zvon (Panton 1975);
- František Ringo Čech – Jiří Schelinger (kompilacja, Supraphon 1976);
- Hrrr na ně... (Supraphon 1977, reedycja 1992);
- ...nám se líbí... (Supraphon 1979);
- Holubí dům (kompilacja, Supraphon 1990);
- Hledám cestu zpátky (kompilacja MC, Panton 1991);
- Jahody mražený (kompilacja, Supraphon 2003);
- Jsem prý blázen jen (kompilacja, Supraphon 2006).

Źródło.